# 地铁莎蒂
《地铁莎蒂》（英語：Sadie of the Desert）是一部1926年的美国无声喜剧剧情片，由阿尔弗雷德·桑特尔执导，根据米尔德里德·克拉姆1925年发表的短篇故事《沙漠莎蒂》改编。影片讲述了纽约女店员莎蒂·赫尔曼（多萝西·玛卡伊尔饰）和地铁警卫赫伯·麦卡锡（杰克·马尔霍尔饰）之间的爱情故事，两人在地铁站相识相恋并订婚，但莎蒂之后从售货员成为实盘买手，她必须在自己的新工作和嫁给赫伯之间作出选择。电影中的演员还包括查尔斯·默里、佩吉·肖、加斯顿·格拉斯和伯纳德·兰德尔。
影片的制作于1926年5月拉开帷幕。亚瑟·艾德森担任摄影指导，拍摄工作在纽约市中央公园周边的赌场和夜总会进行。1926年9月12日，影片在纽约首映，经第一国家影业发行。许多出版物都对电影有正面评价，称赞了演员的表演和桑特尔的执导技巧。如今，《地铁莎蒂》很可能已经佚失。

## 剧情
莎蒂·赫尔曼（Sadie Hermann，多萝西·玛卡伊尔饰）是纽约一间皮草商店的店员，她一直梦想着能够到巴黎旅游。一天早上搭地铁上班时，她认识了爱尔兰裔地铁警卫赫伯·麦卡锡（Herb McCarthy，杰克·马尔霍尔饰），经过一段交谈，两人约定这周星期日在纽约的克丽欧佩特拉方尖碑旁见面。
赫伯和莎蒂很快陷入热恋并订婚，但莎蒂却在这时获得了擢升，从售货员成为实盘买手，必须取消婚约到巴黎工作，赫伯对此非常伤心。莎蒂准备离开，但却收到了赫伯发来的信息，原来他遇上事故而住进了医院。莎蒂前去医院看望情郎，并且决定放弃自己的新工作，嫁给赫伯；接下来未婚夫告诉她，自己的父亲正是地铁公司的总裁。

## 制作
《地铁莎蒂》由阿尔弗雷德·桑特尔执导，阿黛尔·科曼迪尼和保罗·斯科菲尔德把米尔德里德·克拉姆（Mildred Cram）于1925年发表在《红皮书杂志》（The Red Book Magazine）上的短篇故事《沙漠莎蒂》（Sadie of the Desert）改编成本片的剧本。
电影于1926年5月3日开始进入制作阶段。艾尔·罗克特是影片的制片人和制片主任，他与桑特尔一起选择了电影中的演员。杰克·马尔霍尔获选饰演男主角赫伯·麦卡锡。虽然已经坐过很多次地铁，但他从没注意到其中的警卫，所以为了演好这个角色，他坐了“几乎整整一天”的地铁，来对这些警卫加以观察。马尔霍尔对桑特尔有着很高的评价：
他是位了不起的导演，能够让人感到非常自然。他拥有像卓别林执导《巴黎一妇人》（A Woman of Paris）时那样的思路，在我看来，他与刘易斯·迈尔斯通和马尔科姆·圣克莱尔（Malcolm St. Clair）都给予他人相同的感触，都是新一代的导演。他们并不总是把时间花在技术问题上，把演员像木偶一样摆弄。
获选扮演女主角莎蒂·赫尔曼的多萝西·玛卡伊尔认为，这部电影能够吸引“美国的每个女孩”前来观看。她相信，“这部电影中的每个情节都有可能发生在任何一个女孩身上。这正是我所喜欢的。这里面没有任何一件事情不可能是真的。”。其他演员和角色包括：查尔斯·默里（Charles Murray）诠释司机、佩吉·肖（Peggy Shaw）出演埃塞尔（Ethel）、加斯顿·格拉斯（Gaston Glass）饰演弗雷德·佩里（Fred Perry）、伯纳德·兰德尔（Bernard Randall）扮演布朗（Brown）。
亚瑟·艾德森是黑白无声片《地铁莎蒂》的摄影指导。影片在纽约中央公园附近的多个地点取景，其中包括克丽欧佩特拉方尖碑和当地一家赌场客栈，这也是这里第一次成为电影的取景地。片中还有一场夜总会的戏也是在纽约取景拍摄。休·贝内特担任电影的剪辑师，艾尔·罗克特制片厂负责制作。1926年6月，罗克特向《电影新闻》表示电影已经拍摄完成。1926年8月18日，第一国家影业为影片发出了版权申请。最终完成的作品有7卷长，胶片全长2050米，播放时长约为70分钟。

## 发行和反响

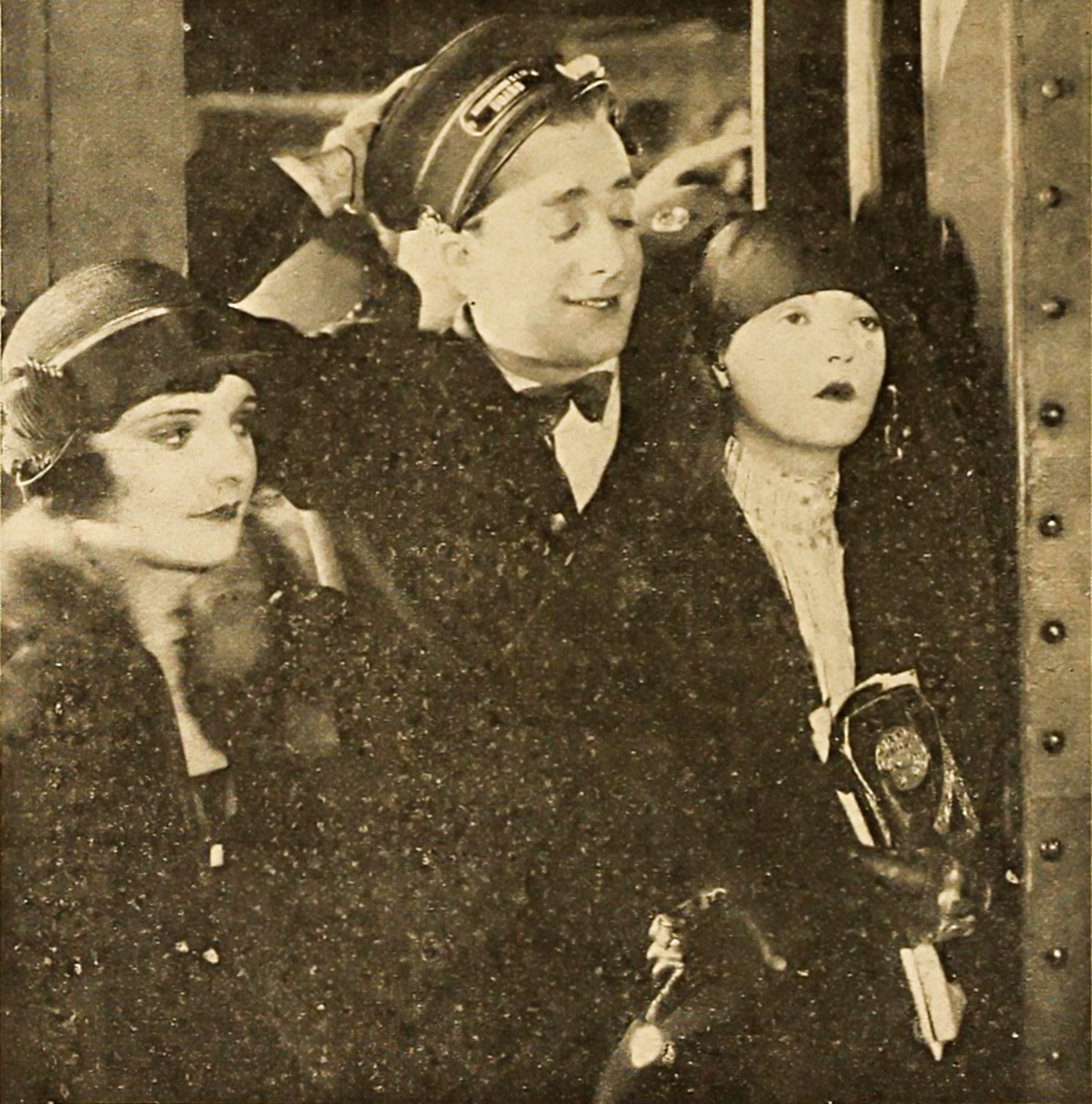
电影中的一个镜头，两位主角都在其中。影片的成功让他们之后又一起出演了多部电影。

《地铁莎蒂》的发行通过第一国家影业进行，影片于1926年9月12日在纽约首映。电影获得了良好的评价，《纽约时报》的一位记者称这是“一部有趣的电影”。评价中认为电影的结局缺乏惊喜，但就全片来说仍然让人赏心悦目。《独立晚报》（The Evening Independent）也称赞了这部电影，赞扬这是“这个季度最巧妙、最有趣的电影之一”。
《电影剧》（Photoplay）杂志的一篇评论称赞了玛卡伊尔的表演，形容这部电影讲述了“一个真实与人性的故事”。《电影先驱报》（Motion Picture Herald）的评论中则认为影片没有什么特别值得称道之处，但仍然是一部值得欣赏的佳作，文章中还称赞了马尔霍尔的表演。《伯克利每日公报》（Berkeley Daily Gazette）的一篇文章称赞了电影的剧情、导演技巧和表演，称其已达到少见的辉煌高度。
《早间电讯报》（The Morning Telegraph）在评论中称，《地铁莎蒂》会让“大部分站在车上的乘客感到满意”，并且相信电影会有“极佳的票房成绩”。《纽约新闻报》也给出正面评价，称这是一部“充满魅力的轻喜剧”。《纽约世界报》（New York World）的评论称电影讲了个“始终如一、似模像样的故事”，还称赞了桑特尔的导演技巧。《每日镜报》的一篇评论赞赏了玛卡伊尔的表演和桑特尔的导演能力，《阅读鹰报》（Reading Eagle）也称赞了两位主角的表演，称他们是“恒星般（亮眼）的组合”。不过，影片也并非没有负面评价，《教育银幕》（The Educational Screen）的评论中就认为这部电影中的内容都是些老生常谈。
1927年6月，《东南密苏里人报》（Southeast Missourian）的一位记者发文称，《地铁莎蒂》已经成为一部“非常成功”的电影。马尔霍尔和玛卡伊尔的银幕组合广受好评，有评价称他们“真是个完美组合”，希望他们能在将来的多部电影中再度合作。两人在《地铁莎蒂》后还合作出演了1927年的《笑吧兄弟，微笑》（Smile, Brother, Smile）、1928年的《土耳其浴室的女士之夜》（Ladies' Night in a Turkish Bath）和《端庄淑女》（Lady Be Good），以及1929年的《丽兹的孩子》（Children of the Ritz）；1933年的《八点钟的帷幕》（Curtain at Eight）是两人的最后一次合作。
《地铁莎蒂》的放映一直持续到了1928年1月12日，但是截至2007年11月，这部电影的拷贝已无法确定是否尚存，影片很可能已经佚失，只有纽约运输博物馆还保存有本片的一张海报。